# Jaleq
Jaleq este un oraș din Iran.